# Stasimopus rufidens
Stasimopus rufidens là một loài nhện trong họ Ctenizidae. S. rufidens được miêu tả năm 1871 bởi Ausserer.